# Прямошёрстный ретривер
Прямошёрстный ретривер (англ. flat-coated retriever), — английская охотничья порода собак, выведенная на основе лабрадор-ретривера, сеттера и пойнтера. Отличие от других ретриверов состоит в прямой шерсти и коричневом либо чёрном окрасе.
Вынослив при охоте на водоплавающую птицу. Собака-компаньон. Ласков с детьми. Менее популярен, чем лабрадор и золотистый ретривер.
Другое название породы — флет, гладкошёрстный ретривер.

## История породы
Формирование собак породы прямошёрстный ретривер началось в Великобритании в середине XIX века. Они выводились целенаправленно для использования в подружейной охоте на водоплавающих птиц. В основу породы легли крови ирландского сеттера, английского пойнтера и лабрадора-ретривера. От лабрадора-ретривера собаки унаследовали хорошее умение плавать, а от ирландского сеттера и пойнтера хорошую способность к подружейной работе и высокое чутьё.
Впервые прямошёрстный ретривер был показан на английской выставке в 1860 году, которая проводилась в Эттингтон-парке.
Во время Первой мировой войны эти собаки начали использоваться в качестве служебной собаки.
Первое[было второе?] признание FCI порода получила в 1935 году, а стандарт был утвержден почти через двадцать лет. При этом в AKC порода была признана в 1909 году, а в 1915 году был принят стандарт породы AKC. Ещё раньше, в 1898 году, порода была внесена в племенные книги Английского Кеннел-клуба (KC).

## Внешний вид
Собаки этой породы имеют гармоничное сложение, узкий и лёгкий костяк. Общее впечатление, которое производят представители этой породы — сильные, приспособленные к долгому и активному движению животные. Движения легкие, стелющиеся.
Голова удлинённая, череп плоский, не очень широкий. Переход от лба к морде сглаженный, плавный. В очертаниях морды отсутствуют острые углы и переходы. Глаза средние, овальной формы, карего или орехового цвета, без обвислости век, характерной некоторым голден-ретриверам. Уши небольшие, мягкие, висящие на хрящах, плотно прилегающие к голове.
Корпус чуть удлинённого формата, с глубокой грудной клеткой и выраженной грудиной. Голова имеет высокий постав, шея длинная, при этом холка не выражена и имеет плавный переход к корпусу, который имеет короткую и сильную поясницу. Хвост прямой, высоко посажен, толстый у основания и заметно сужающийся к концу. Имеет обильный украшающий волос. Передние лапы поставлены прямо, локоть не прилегает к корпусу и свободно двигается при перемещении собаки. Задние лапы отличаются хорошо обмускуленными бёдрами и низко расположенным скакательным суставом. Пальцы длинные, собранные в плотный свод, подушечки крепкие, с утолщенной кожей на них.
Шерсть гладкая, плотная, хорошо прилегающая к корпусу. На ощупь шелковистая, может казаться маслянистой. Внизу живота, на лапах и хвосте шерсть образует богатые декоративные очёсы. Окрас допускается только однотонный, чёрный или всех оттенков печёночного.

## Характер
Собаки этой породы выносливы, энергичны, отличаются острым чутьём. Благодаря отличному умению плавать и приспособленности к нырянию, может охотиться как на болотную, так и на водоплавающую птицу.
Прямошёрстные ретриверы имеют контактный, дружелюбный характер, не склонны к агрессии. Эта порода нуждается в мягкой, но настойчивой дрессировке, так как собаки высоко эмоциональны. По этой же причине они очень контактны и плохо переносят необходимость оставаться в одиночестве.
Флэты являются очень социально ориентированными собаками, которые показывают высокую обучаемость и хорошие рабочие качества во всех видах дрессировки, которые они осваивают. При этом собак этой породы нельзя использовать там, где требуется агрессия, которая им не свойственна. Несмотря на свою чуткость и способность облаивать посторонних, в качестве защитных или охранных они не пригодны.
При содержании с другими животными легко уживаются с другими собаками, но могут быть опасны для животных других видов [каких?], так как у них сильно развит охотничий инстинкт.

## Применение
Традиционно собака применяется как охотничья для подружейной охоты. В современном мире используются как служебная собака, собака-поводырь, для следовой и поисковой работы, а также в качестве собаки-компаньона.

## Содержание и уход
Прямошёрстный ретривер подходит как для содержания в квартире, так и в частном доме. При квартирном содержании порода требуют длительного выгула с обеспечением различных видов нагрузок.
Шерсть флэтов требует регулярного вычёсывания, так как они активно подвержены линьке. Также необходимо регулярно чистить уши животному, особенно если собака используется для работы в воде или просто часто купается сама.
Важно отслеживать количество потребляемого собакой корма, так как ретриверы склонны к полноте и недостаточно хорошо испытывают чувство насыщения.
У собак этой породы имеется генетическая склонность к следующим заболеваниям: дисплазия тазобедренного сустава, диабет, различные заболевания глаз. На наличие этих заболеваний и генов, с которыми они связаны, собакам проводят генетические тесты перед тем, как вводить их для разведения.
Также собаки этой породы могут быть склонны к развитию эпилепсии и глухоте.